# Chamanna Jenatsch
Die Chamanna Jenatsch ([tɕɐˌmanɐjeːˈnatʃt]ⓘ, rätoromanisch im Idiom Puter für Jenatschhütte) ist eine Berghütte der Sektion Bernina des Schweizer Alpen-Clubs (SAC), im Kanton Graubünden in der Schweiz. Die Hütte liegt auf 2651 m ü. M. im Val Bever auf einem Hügel (Kuppe neben dem Haus 2653 m ü. M.), zwischen Piz Picuogl und Piz Jenatsch. Sie ist damit die höchstgelegene Bündner SAC-Hütte.
Sie bietet neben 75 Schlafplätzen, aufgeteilt in fünf Zimmer zwischen 4 und 19 Lagern, zusätzlich die drei Doppelzimmer Armonia Dschimels, Muntanella Suita bzw. Dschember Suita und seit Sommer 2017 ein kleines Holzhaus mit Doppelbett sowie eine Sauna mit Holzofen. Die dreistöckige Hütte ist Ende Juni bis ca. 20. Oktober, über Weihnachten/Neujahr und von Anfang Februar bis ca. Ende April bewartet. Die Hütte verfügt über Toiletten und Waschgelegenheiten im Haus sowie fliessend Wasser auch im Winter. Ausserdem gibt es einen Festnetztelefonanschluss und einen Notfunk.

## Geschichte
Die Chamanna Jenatsch wurde 1908 von der Sektion Bernina des Schweizer Alpen-Clubs erbaut. 1974 fand ein Umbau und 1993 ein kompletter Neubau statt.
Die Hütte ist nach dem rebellischen Pfarrer, Militärführer und Bündner Volksheld Jörg Jenatsch benannt, der im Dreissigjährigen Krieg für die Befreiung eines Teils des heutigen Kantons Graubünden verantwortlich war, indem er den spanischfeindlichen französischen Herzog Rohan zum Abzug zwang.

## Zustiege

### Von Spinas
- Ausgangspunkt: Spinas (1816 m ü. M.)
- Route: durch das Val Bever, vorbei an der Alp Suvretta
- Schwierigkeit: Bergwandern (T2)
- Zeitaufwand: 4 Stunden

### Vom Julierpass
- Ausgangspunkt: Strassenkehre unterhalb La Veduta am Julierpass (2200 m ü. M.)
- Route: Durch die Val d’Agnel, über die Fuorcla d’Agnel; erstes Teilstück der Haute Route Graubünden
- Schwierigkeit: Anspruchsvolles Bergwandern (T3)
- Zeitaufwand: 3.5 Stunden

### Über Pass Suvretta
- Von: Piz Nair (Luftseilbahn 3022 m ü. M.), Corviglia (Standseilbahn 2489 m ü. M.) oder Champfèr (1800 m ü. M.)
- Route: Alpenpässe-Weg über Pass Suvretta und Fuorcla Suvretta
- Schwierigkeit: Alpinwandern (T4)
- Zeitaufwand: 3.5 Stunden vom Piz Nair, 4.5 Stunden von Corviglia oder 5 Stunden von Champfèr

### Aus dem Oberhalbstein
- Ausgangspunkt: Tigias auf der Alp Flix (1975 m ü. M.)
- Route: Über die Fuorcla da Flix
- Schwierigkeit: Alpinwandern (T4)
- Zeitaufwand: 4.5 Stunden

### Aus dem Albulatal
- Ausgangspunkt: Naz bei Preda (1747 m ü. M.)
- Route: Über die Fuorcla da Bever; zweites Teilstück der Haute Route Graubünden
- Schwierigkeit: Anspruchsvolles Alpinwandern (T5)
- Zeitaufwand: 6.5 Stunden

## Touren
Die Hütte eignet sich sowohl als Ausgangspunkt für Wanderungen entlang von markierten Bergwanderwegen als auch für Gletscher-, Ski- und Bergtouren in der weglosen Bergwelt. Bezeichnend für die Touren von der Chamanna Jenatsch ist die einsame, weite und ruhige Landschaft.
Die nächsten Gipfel sind Piz Jenatsch, Piz d’Agnel, Tschima da Flix, Piz Calderas, Piz d’Err, Piz Picuogl, Piz Surgonda, Piz Suvretta und Piz Traunter Ovas.
Die Hütte ist Etappenort des anspruchsvollen, teilweise weglosen Fernwanderweges (im Winter als Ski- oder Schneeschuhtour) Haute Route Graubünden (auch Bündner Haute Route), der vom Julierpass zum Flüelapass führt, sowie des Alpenpässe-Wegs (Ziel der ersten Etappe).

## Galerie

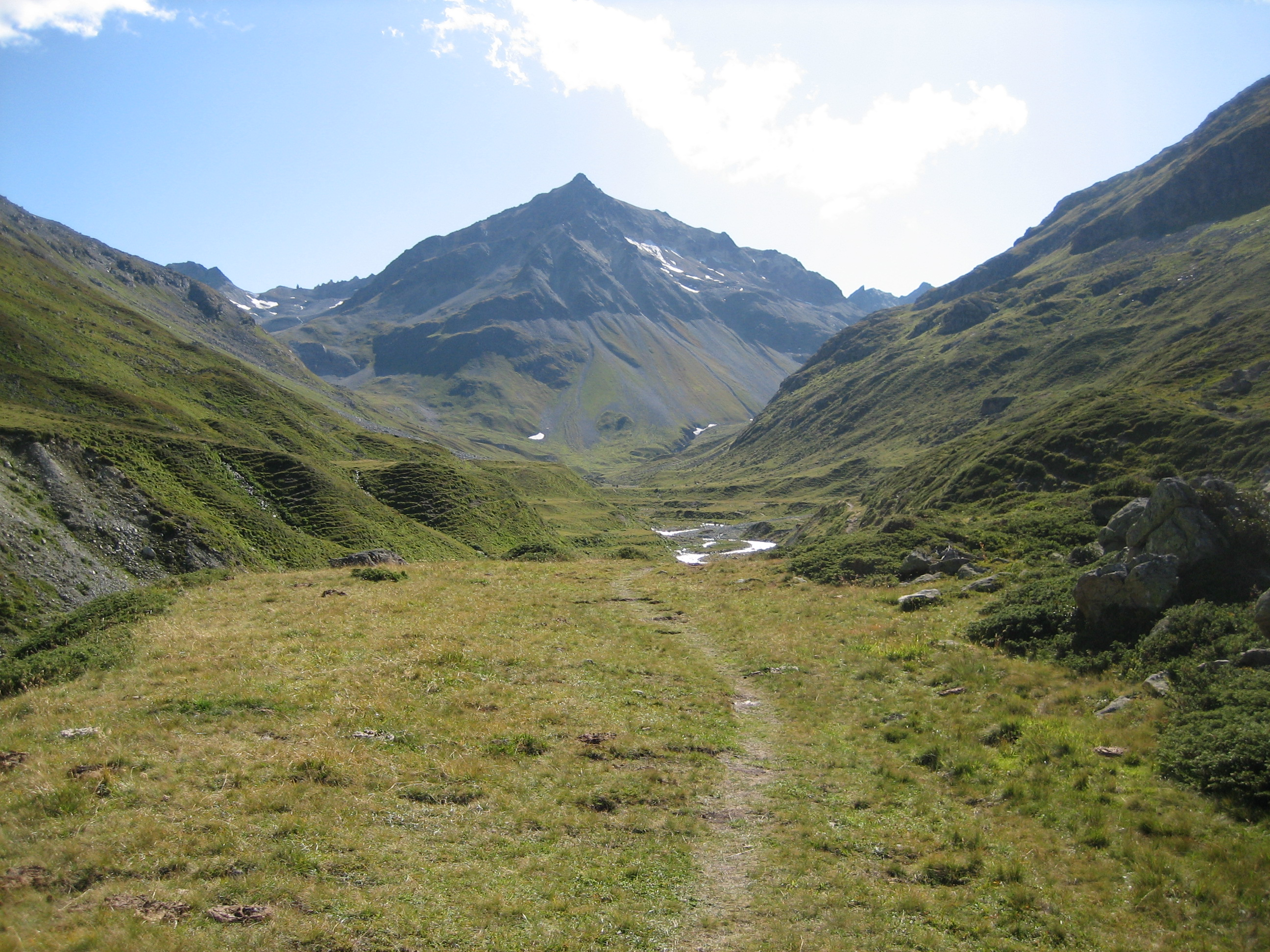
Piz Traunter Ovas von Val Bever aus aufgenommen, auf dem Weg Richtung Chamanna Jenatsch
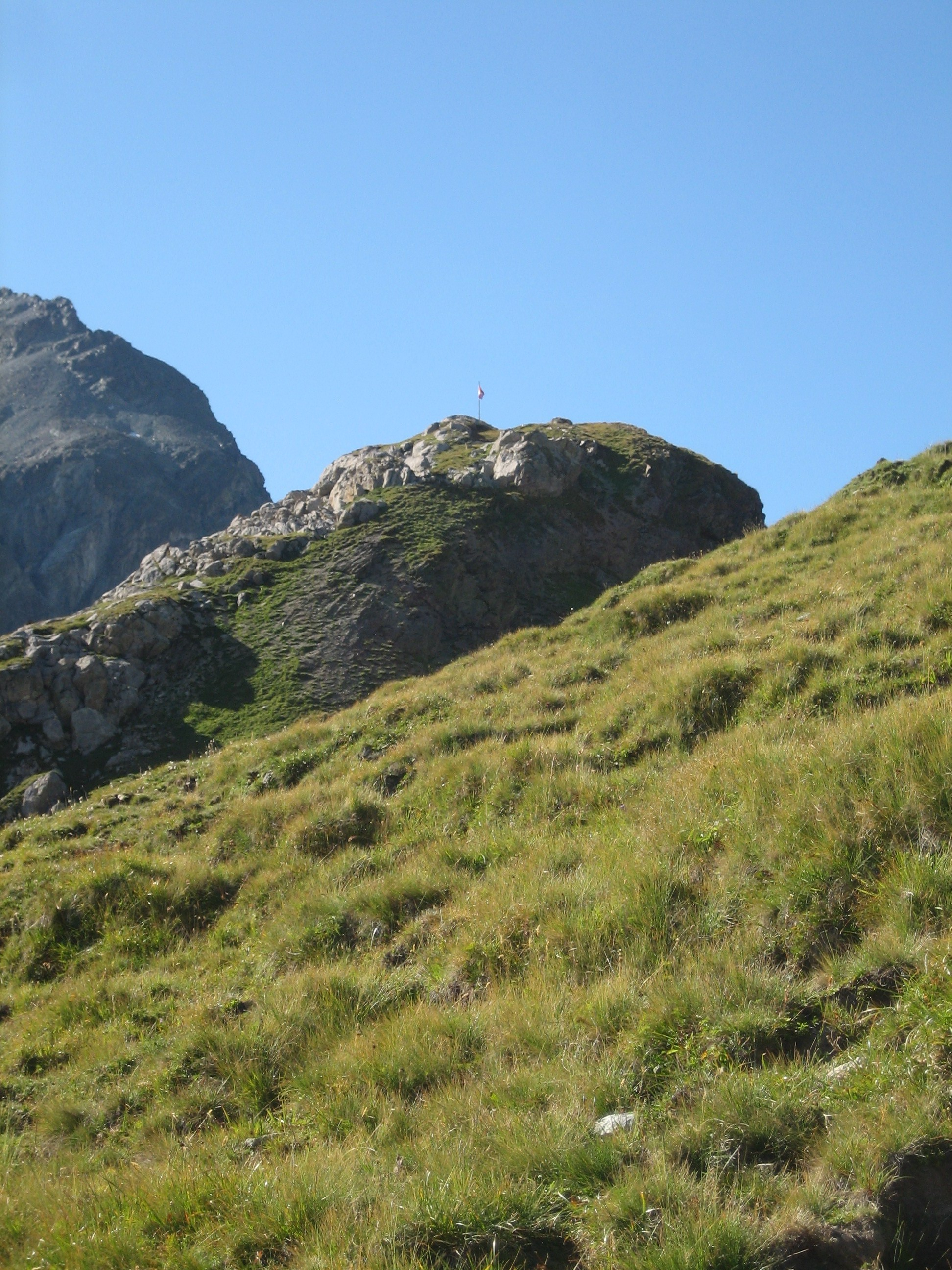
Fahnenmast der Chamanna Jenatsch
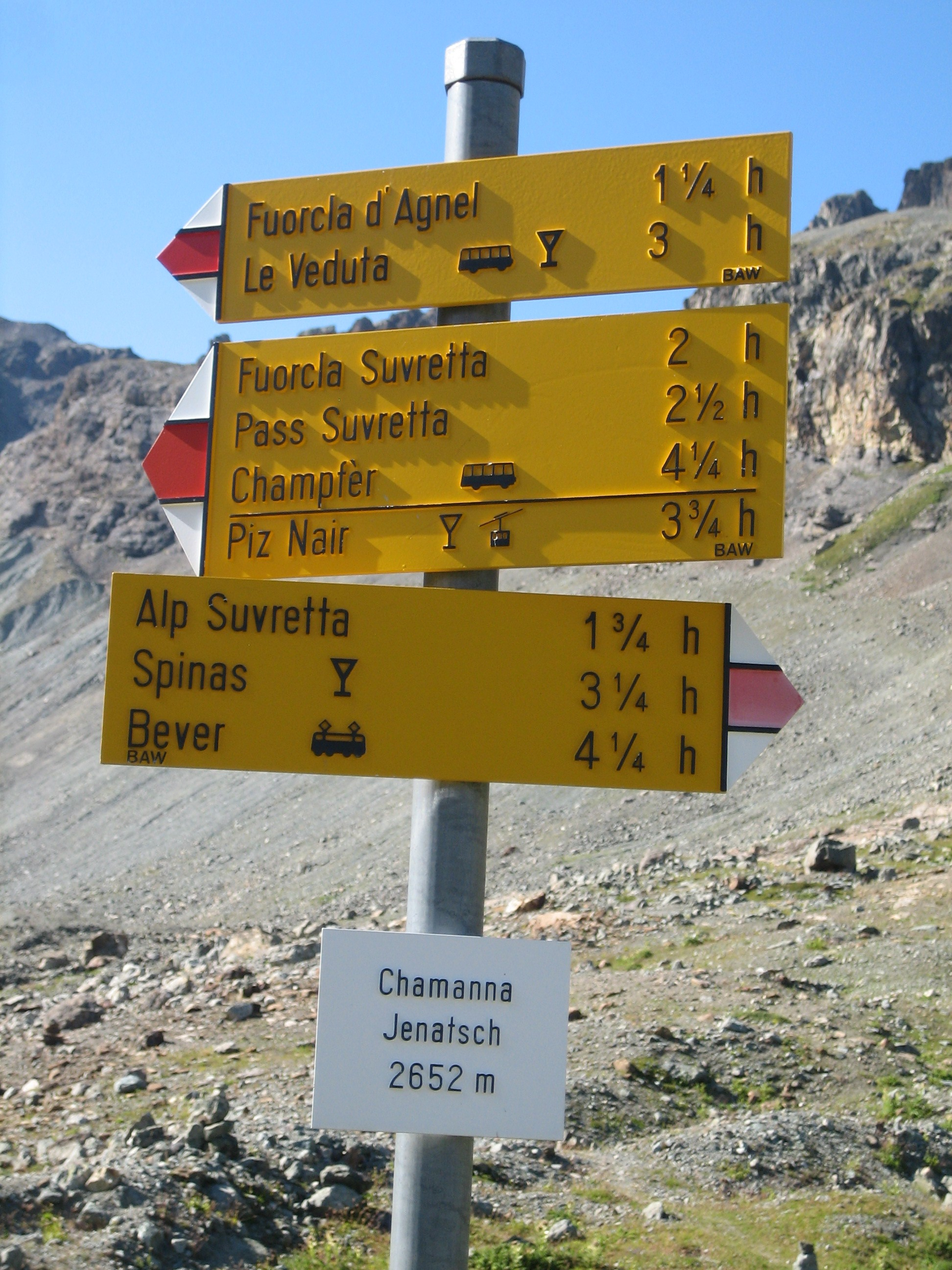
Wegweiser bei der Jenatschhütte
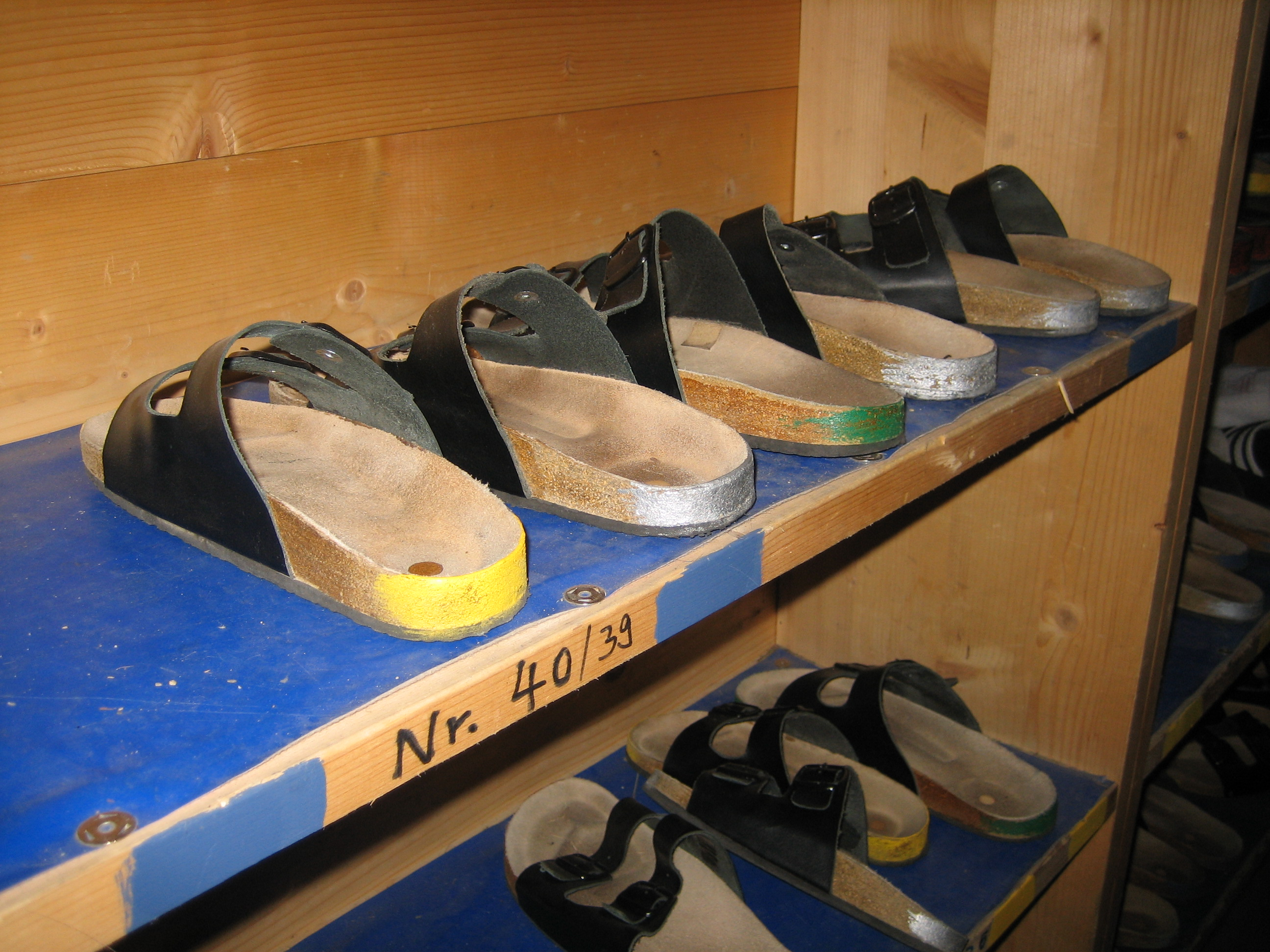
Pantoffeln der Chamanna Jenatsch

## Nachweis
1. 1 2 3  SwissTopo (Karten der Schweiz)